# 164586 Arlette
164586 Arlette este un asteroid din centura principală.

## Descoperirea asteroidului
Asteroidul a fost descoperit de astronomul elvețian amator Peter Kocher, la 14 iulie 2007, la Marly, în Elveția.

## Caracteristici
Asteroidul prezintă o orbită caracterizată de o semiaxă majoră egală cu 2,5290477 u.a. și de o excentricitate de 0,1280942, înclinată cu 6,91133°, în raport cu ecliptica.

## Denumirea asteroidului
Asteroidul a primit numele în onoarea soției descoperitorului, Arlette Naef (n. 1949). La descoperire asteroidul primise denumirea provizorie 2007 NL4.